# 辻吉郎
辻 吉郎（つじ きちろう、明治25年（1892年）8月24日 - 昭和21年（1946年）12月9日）は、日本の映画監督、脚本家、俳優である。初期の俳優時代の芸名は市川 芝喜蔵（いちかわ しきぞう）、晩年に辻 吉朗（読み同）に改名している。

## 来歴
明治25年（1892年）8月24日、秋田県に生まれる。
東京市神田区三崎町（現在の千代田区三崎町）にあった旧制・大成中学校（現在の大成高等学校）を卒業、秋田に帰り公務員をしていたが、明治44年（1911年）、京都に移住し、日活京都撮影所俳優部に入社した。「市川芝喜蔵」の名で牧野省三監督・尾上松之助主演のサイレント映画に多く出演した。
大正4年（1915年）、尾上松之助主演の映画『大前田英五郎』を演出し、映画監督となる。以降、日活京都一筋に職人監督としての道を歩む。昭和4年（1929年）、「辻吉朗」と改名した。
1934年（昭和9年）8月、日活を退社した永田雅一が第一映画社を立ち上げると、辻も合流した。
昭和17年（1942年）、第二次世界大戦の開戦による戦時統合で日活の製作部門が、大都映画、新興キネマと合併して大日本映画製作（のちの大映）を設立したことを機に、松竹下加茂撮影所に移籍した。昭和18年（1943年）、牧野省三の三男で、辻のチーフ助監督だったマキノ真三と共同監督で『海賊旗吹っ飛ぶ』を監督したが、同作が遺作となった。
昭和21年（1946年）12月9日、喉頭結核で死去した。満54歳没。昭和20年（1945年）死去説もあり。

## 人物・エピソード
「大監督」と謳われ、また秋田弁のきつい人でもあった。昭和10年の『追分三五郎』の撮影で、光岡竜三郎が清水の次郎長になった。光岡も秋田弁のきついほうだったから、「このスムズのズロツォーが（この清水の次郎長が）」とやったところ、辻監督は怒って「ミチオカくん!　これはトウガイドウのハナスだよ（光岡くん!　これは東海道の話だよ）、スムズじゃない、スムズのズロツォーだ」と教えた。
これに恐縮した光岡は、「わかりました。このスムズのズロツォーが・・・」とおうむ返しに辻監督にそう答えたという。
日活京都では「傾向映画」（左翼がかった作品）で鳴らした監督で、嵐寛寿郎によるとあだ名は「熱演監督」だった。撮影中、夢中になって「う～ん、そこそこ!」と、身振り手振りでキャメラの前に躍り出てしまい、役者があっけにとられて芝居が止まると「チミイ何で演技せんか、NG、NG!」と怒鳴り倒す、フィルムには辻監督の背中しか写っていない、といった調子で、アラカンは「とっくにNGや、面白い人やった」と述懐している。

## おもなフィルモグラフィ
生涯133作を監督したが、現存するフィルムプリントは『沓掛時次郎』（1929年）や『追分三五郎』（1935年）、『髑髏銭』前後篇（1938年）、『海賊旗吹っ飛ぶ』等の5本のみである。『追分三五郎』と『海賊旗吹っ飛ぶ』は2005年（平成17年）、東京国立近代美術館フィルムセンターの企画「発掘された映画たち2005」で上映され、『槍供養』（1927年）は、9.5ミリフィルムのダイジェスト版が発見され、京都府が復元した。京都府では、同府が所有する『槍供養』の9分の全篇映像ファイルをウェブ上で公開している。
- 『大前田英五郎』 : 1915年 - 初監督作

- 『実録忠臣蔵』 : 監督牧野省三、1921年 - 出演・「市川芝喜蔵」名義

- 『地獄に落ちた光秀』 : 1926年
- 『槍供養』 : 1927年
- 『金四郎半生記』 : 1929年
- 『傘張剣法』 : 1929年
- 『半身』 : 1929年
- 『沓掛時次郎』 : 1929年
- 『沓掛時次郎』 : 1932年
- 『追分三五郎』 : 1935年
- 『お嬢さん浪人』 : 1937年
- 『髑髏銭』風の巻・雲の巻 : 1938年
- 『海賊旗吹っ飛ぶ』 : 共同監督マキノ真三、1943年 - 遺作

## 註
1. 1 2  『CD 人物レファレンス事典 日本編』、日外アソシエーツ、2002年。
2. 1 2 3 4 5 6 7 8 9 10  映画『槍供養（やりくよう）』の画像配信、京都府、2009年11月4日閲覧。
3. ↑  第一映画社、資本金五十万円で正式設立『大阪毎日新聞』昭和9年8月26日（『昭和ニュース事典第4巻 昭和8年-昭和9年』本編p493 昭和ニュース事典編纂委員会 毎日コミュニケーションズ刊 1994年）
4. 1 2  発掘された映画たち2005、東京国立近代美術館フィルムセンター、2009年11月4日閲覧。
5. ↑  『ひげとちょんまげ』（稲垣浩、毎日新聞社刊）
6. ↑  『聞書アラカン一代 - 鞍馬天狗のおじさんは』（竹中労、白川書院）